# Amerikai gyertyán
Az amerikai gyertyán (Carpinus caroliniana) a bükkfavirágúak (Fagales) rendjébe, ezen belül a nyírfafélék (Betulaceae) családjába tartozó faj.

## Előfordulása
Kanada, az USA és Mexikó nyirkos erdei, folyópartok, mocsarak növénye.

## Alfajai
- Carpinus caroliniana subsp. caroliniana Walter
- Carpinus caroliniana subsp. virginiana (Marshall) Furlow

## Megjelenése
Terebélyes, 10 méter magasra megnövő lombhullató fafaj. Kérge szürke, sima, majd később bordás. Levelei tojásdadok, 10 cm hosszúak, kihegyesedők, kétszeresen fogazottak. Sötétzöldek, ősszel narancssárgára, vörösre színeződnek. Virágai tavasszal nyílnak, a sárgás lecsüngő porzós barkák 4 cm hosszúak, míg a termősek aprók, zöldek és hajtásvégiek. A termése két-vagy háromkaréjú fellevelekből szegélyezett makkok termésfürtjei amik 7,5 centiméter hosszúak.

## Képek

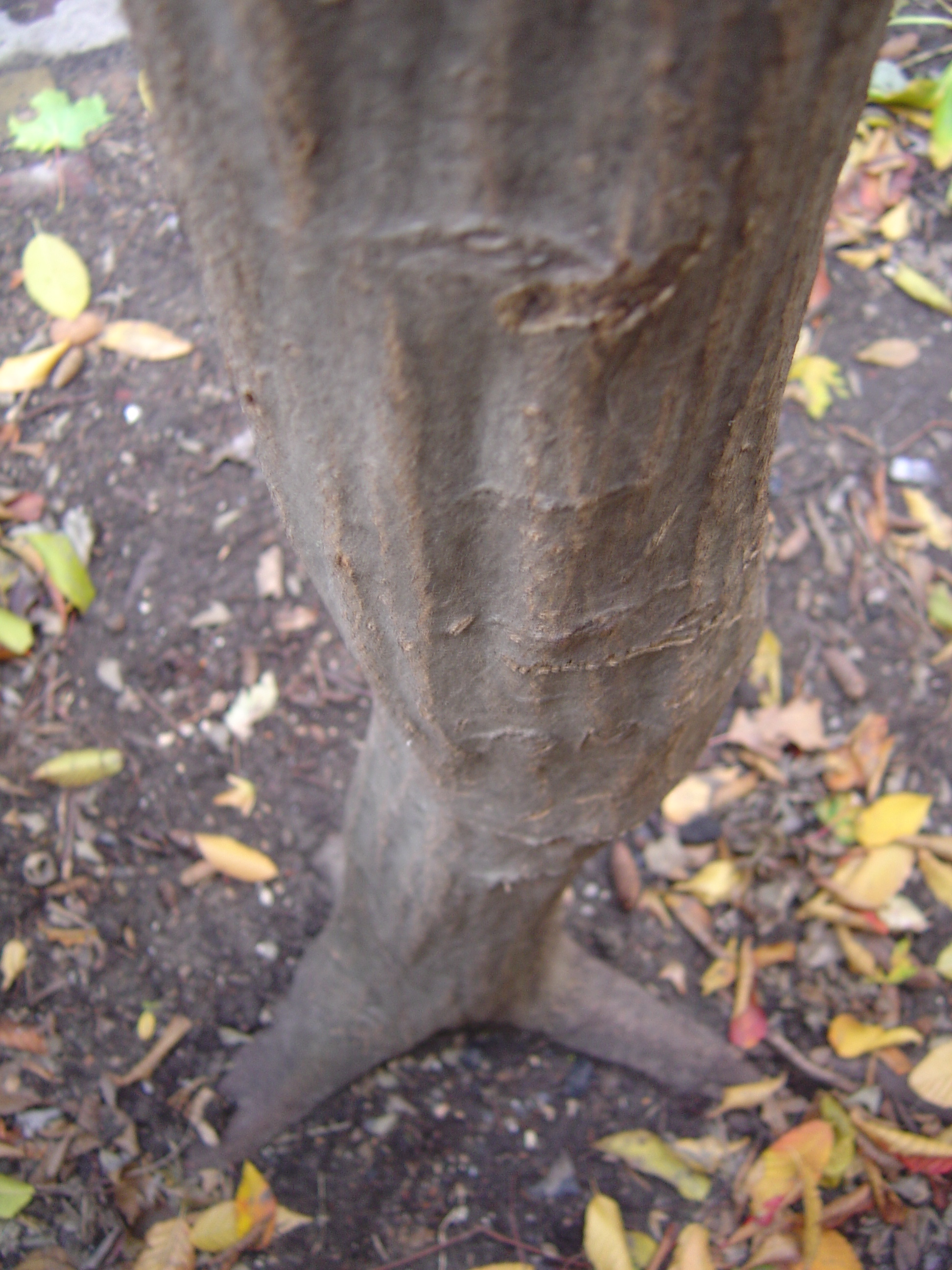
Kérge
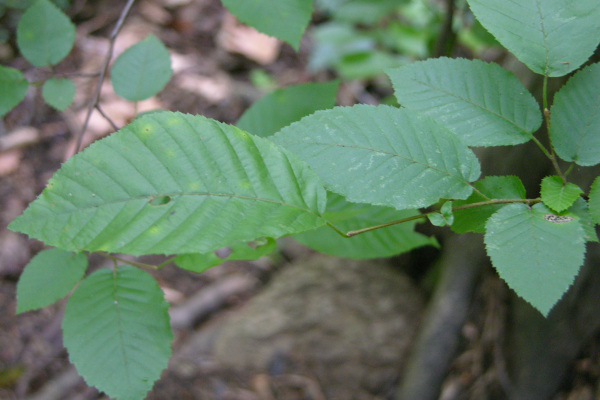
Levele
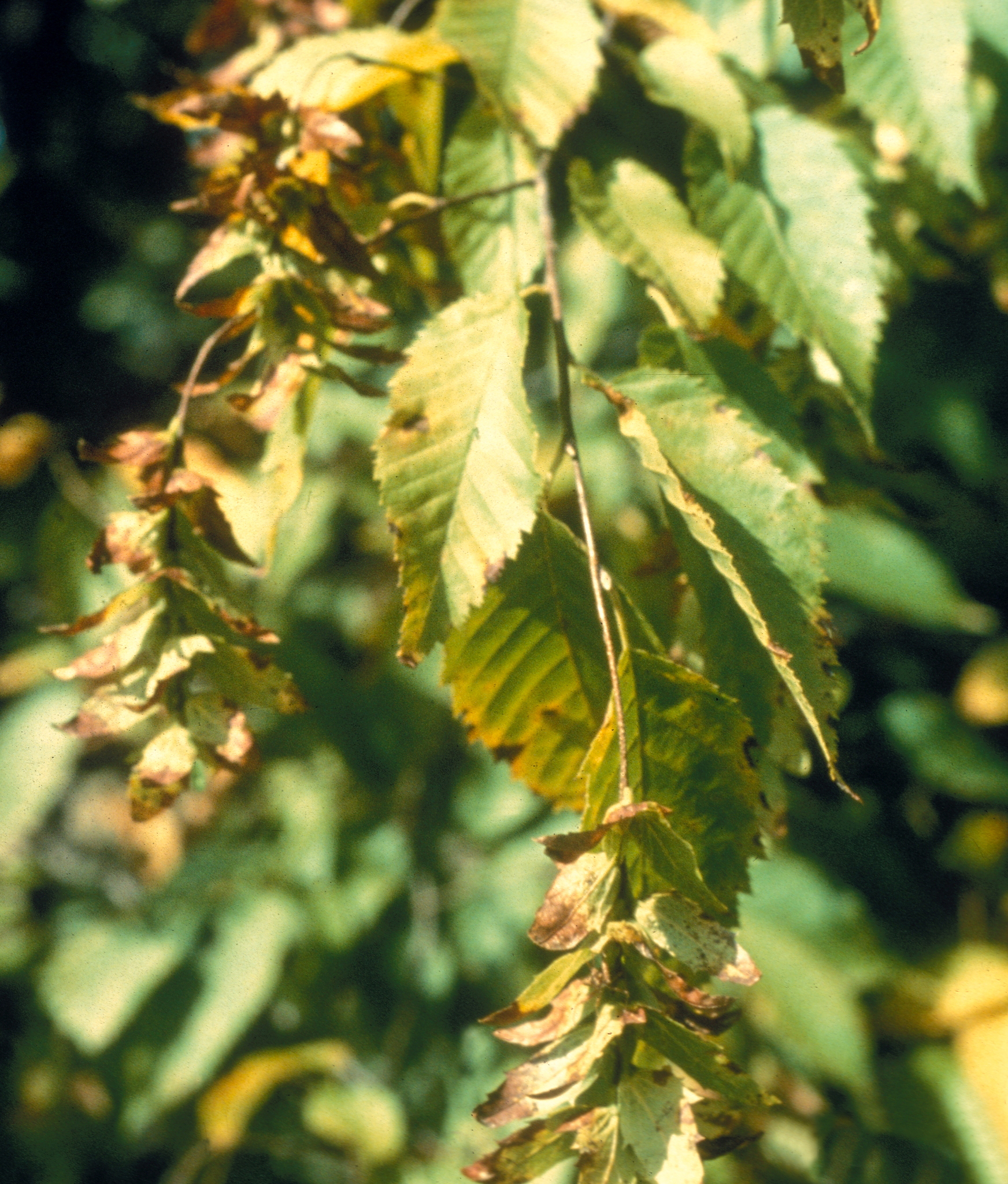
Termése
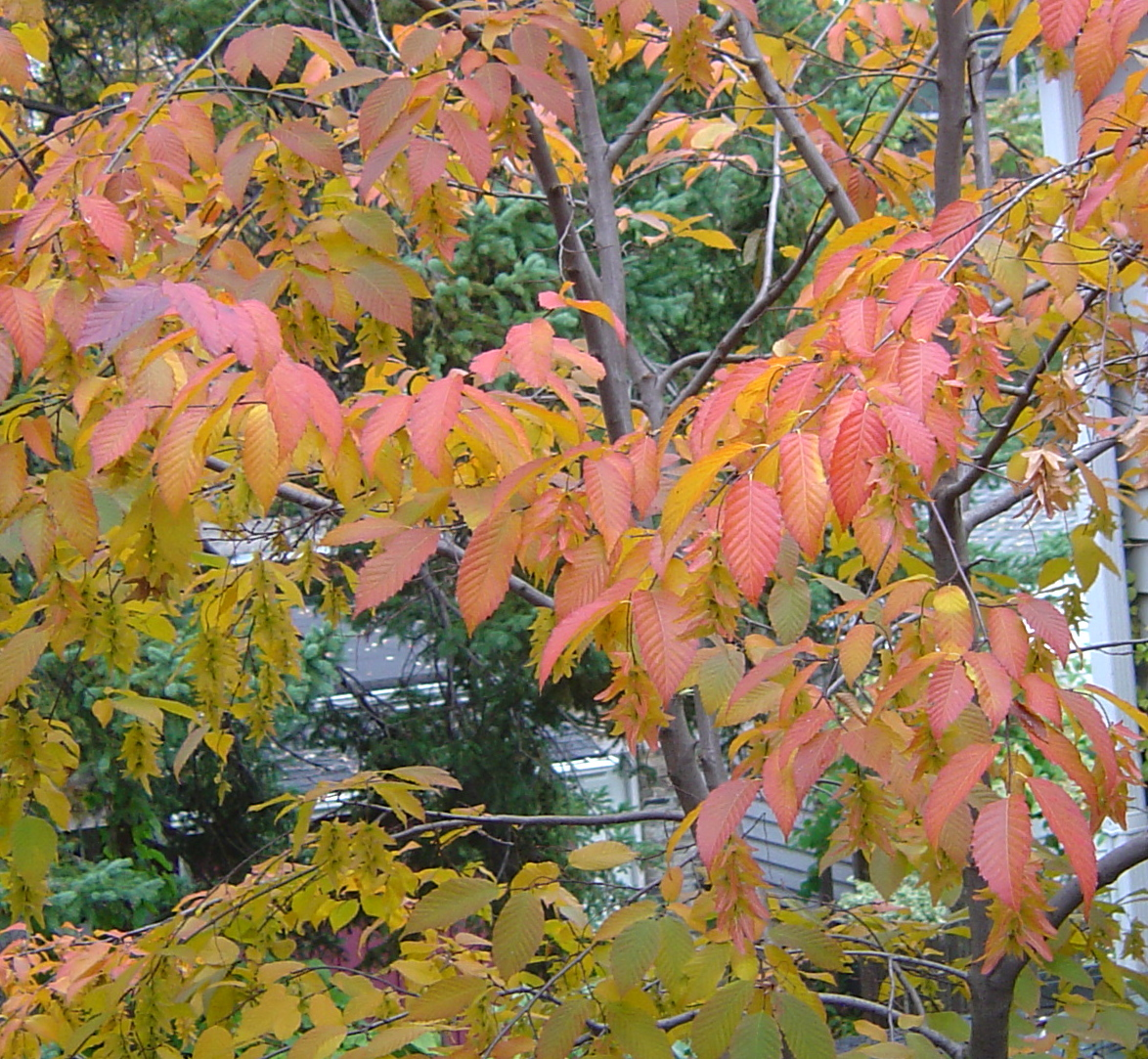
Őszi lombszín